# Pseudoscaptia bicolor
Pseudoscaptia bicolor là một loài bướm đêm thuộc phân họ Arctiinae, họ Erebidae.